# Ministry
I Ministry sono un gruppo musicale alternative metal statunitense, formatosi a Chicago nel 1981.
Sono stati per certi versi tra i capostipiti dell'industrial metal. Hanno inoltre influenzato altri gruppi di questo filone relativamente più recenti, come Nine Inch Nails, Marilyn Manson e Fear Factory, e molti gruppi nu metal, tra cui specialmente Static-X e Sevendust.
L'unico componente stabile della band è il cantante e polistrumentista Al Jourgensen, che al suo attivo ha anche vari progetti paralleli.
Dopo l'uscita dell'album The Last Sucker nel 2007, Al Jourgensen ha annunciato la chiusura definitiva della carriera del gruppo. Nel 2012 il gruppo rientra in attività con l'album Relapse, che sarà seguito l'anno successivo da From Beer to Eternity.

## Storia del gruppo

### Gli inizi
Al Jourgensen iniziò la propria carriera negli Special Affect, a fianco di Groovie Mann (My Life With the Thrill Kill Kult). La prima compagine dei Ministry aveva principalmente Jourgensen (voce e tastiere) e Stephen George (batteria), e in origine suonavano synthpop con reminiscenze new wave, un suono molto meno abrasivo di quello che li ha resi celebri. Nel 1984 Al e Stephen crearono 4 singoli da 12 minuti ciascuno, per conto della Wax Trax! Records (poi riproposti per la raccolta Twelve Inch Singles).
Il loro primo album in studio s'intitolava With Sympathy, e fu stampato per la Arista Records nel 1983. Il disco, che superò il 90º posto di Billboard, aveva sonorità richiamanti il pop melodico; il critico Dean Carlson descrisse questo album come un "probabile fratello minore di Human League". Jourgensen non apprezzò molto i risultati iniziali del suo gruppo, ed egli stesso bollò With Sympathy come un "aborto di disco.". Alcuni dei suoi primi brani furono inseriti nel CD Early Trax (Rykodisc Records, 2004). Uno di questi era "Everyday is Halloween."
A metà degli anni ottanta Jourgensen si separò da George e lasciò la sua vecchia etichetta, riprendendo la direzione sonora precedente a With Sympathy. Dopo aver firmato per la Sire, Al Jourgensen lavorò soprattutto da solista per Twitch (1986). L'album vendette bene, anche se considerato un lavoro "underground". Le canzoni erano perlopiù ispirate dalla musica elettronica, ma più dure ed aggressive. Questo lavoro contribuì al lancio dell'industrial rock, soprattutto nei club di ballo dedicati alla new wave, e diede una svolta ai Ministry. Le nuove sonorità furono create con campionamenti digitali, e non meno rilevante fu il ruolo del produttore Adrian Sherwood.

### The Land of Rape and Honey
Dopo Twitch Jourgensen riprese a suonare la chitarra elettrica, facendo così virare la band verso l'industrial. Qui si presentò una certa influenza da Killing Joke e Big Black, tra i primi gruppi a mescolare drum machines e chitarre distorte. Al chiamò al basso Paul Barker, che prima militava nel gruppo di Seattle Blackouts; Barker sarebbe rimasto più a lungo dei compagni nei Ministry insieme a Jourgensen, nel periodo più importante della loro carriera.
Dai Blackouts arrivò anche il batterista William Rieflin, con cui il gruppo incise nel 1988 The Land of Rape and Honey. L'album continuò ad avere successo in ambiente underground, ed è tuttora ritenuto tra i classici dell'industrial metal. In The Land of Rape and Honey i Ministry usarono sintetizzatori, tastiere, sequenze di EBM, registrazioni su nastro, drum machines martellanti, campionamenti oscuri, dialoghi estratti da film, effetti elettronici non convenzionali, e in parte chitarre distorte e giri di basso metal. L'album fu sostenuto da un tour nel 1988, e dai singoli Stigmata, Flashback e The Land of Rape and Honey (per cui furono girati anche dei video).
Nel 1990 la canzone Stigmata fu anche usata in una scena di Hardware, diretto da Richard Stanley, anche se a suonarla furono in quell'occasione i Gwar.

### The Mind Is a Terrible Thing to Taste
Il successivo The Mind Is a Terrible Thing to Taste fu un po' più acclamato di The Land of Rape and Honey. Entrambi i dischi avevano sonorità simili, ma The Mind Is a Terrible Thing to Taste era più duro e i riff di Jourgensen, di derivazione metal, erano più enfatizzati.
The Mind Is a Terrible Thing to Taste fu sostenuto da un altro tour nel 1990. Data la complessità del lavoro di batteria, i Ministry furono aiutati dal secondo batterista Martin Atkins. I concerti furono documentati in In Case You Didn't Feel Like Showing Up.
Dall'album uscirono due singoli, Burning Inside (accompagnato da un video) e So What (ispirato dal film The Violent Years).

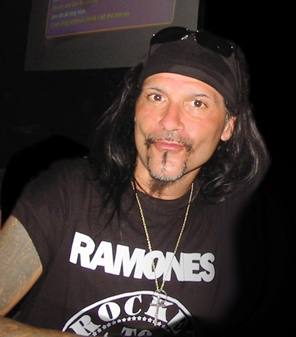
Al Jourgensen

### Progetti collaterali
Alla fine degli anni ottanta, Jourgensen e Barker avviarono collaborazioni e progetti collaterali. Molti di questi avevano come influenze le sonorità dei Ministry e gli stilemi di produzione del duo "Hypo Luxa/Hermes Pan" (a causa di questi progetti, il gruppo dovette anche rimandare l'uscita del successivo album).
Il loro side project più importante fu quello dei Revolting Cocks. I "RevCo", come spesso si facevano chiamare, erano composti dai Ministry, dal cantante belga Luc Van Acker, e da Richard 23 dei Front 242. Jourgensen e Barker formarono anche i Lard, con Jello Biafra dei Dead Kennedys, gli Acid Horse con i Cabaret Voltaire, gli 1000 Homo DJs con Trent Reznor dei Nine Inch Nails, i PTP con Chris Connelly e i Pailhead con Ian MacKaye (Minor Threat, Fugazi). Barker pubblicò materiale proprio sotto lo pseudonimo di Lead Into Gold, mentre Jourgensen lavorò a chitarra e produzione Rabies, album degli Skinny Puppy. Atkins e Rieflin fondarono anche i Pigface, a cui lavorò anche Barker per molti brani.
Alcune loro canzoni furono poi registrate sul CD Side Trax (Rykodisc Records, 2004), mentre i dischi di Lard e RevCo furono rimasterizzati e riediti.

### Psalm 69
I Ministry arrivarono in mainstream nel 1991, con il singolo Jesus Built My Hot Rod (scritto anche da Gibby Haynes dei Butthole Surfers e da Michael Balch). Il suo videoclip ebbe molto seguito su MTV e la canzone fu utilizzata nel gioco Watch Dogs, inoltre la band poté anche partecipare a Lollapalooza.
Come anticipato dalla canzone, il suono del disco Psalm 69: The Way to Succeed and the Way to Suck Eggs (1992) fu il più metallico mai registrato dai Ministry; soprattutto lasciava quasi da parte i sintetizzatori, a favore delle chitarre di Jourgensen e dei nuovi membri Mike Scaccia e Louis Svitek. ΚΕΦΑΛΗΞΘ, titolo di un altro dei singoli, in greco antico vuol dire "testa" ed è seguito dal numero 69 nella numerazione ellenica. Il titolo si rifaceva ad un lavoro di Aleister Crowley, The Book of Lies (Psalm 69: The Way to Succeed and the Way to Suck Eggs).
Psalm 69 diventò l'album più di successo dei Ministry, e fu trascinato da Jesus Built My Hot Rod, N.W.O (che criticava la Guerra del Golfo e le decisioni dell'allora presidente George H. W. Bush) e Just One Fix (collaborazione con il poeta e romanziere William S. Burroughs).

### Filth Pig
Malgrado la crescente popolarità i Ministry dovettero confrontarsi con altri problemi, tra cui gli arresti e la droga. Così l'uscita di Filth Pig fu posticipata al 1996.
Per l'album il gruppo si liberò quasi del tutto di tastiere e campionatori, e si avvalsero molto di più di sonorità metalliche. Le canzoni furono suonate in gran parte a tempi più ridotti rispetto ai primi tre lavori in studio, rasentando il doom metal. Filth Pig fu promosso da singoli e relativi video di Reload, The Fall, Lay Lady Lay (cover di un vecchio brano country di Bob Dylan) e Brick Windows, e anche per questo album ci fu un tour nel '96 (tali performance dal vivo sarebbero state poi registrate per Sphinctour, nel 2002). Tuttavia il disco non fu molto stimato, e la band fu accusata di pigrizia professionale. Non altrettanto pensò Jourgensen, che considera Filth Pig uno dei migliori album del gruppo, anche se si dice che le sessioni fossero state allora guastate dalla dipendenza di Al dall'eroina (per il possesso di questa droga, per loro vi fu anche un arresto).
Il frontman sostiene anche che Filth Pig è stata la sua risposta alle aspettative dei fan sulla musica dei Ministry. Si pensa anche che sia stato un tentativo del gruppo di allontanarsi dalle vecchie sonorità "industrial".

### Dark Side of the Spoon
I membri dei Ministry dovettero vedersela anche con la morte dell'ex chitarrista William Tucker, suicidatosi nel 1999 tagliandosi la gola.
Nello stesso anno incisero il loro ultimo lavoro per la Warner Bros. Records, Dark Side of the Spoon, dedicato proprio a Tucker. Per Dark Side of the Spoon cercarono di diversificare il loro suono con più influenze melodiche ed elettroniche; ciò peraltro non ricevette buoni consensi. È anche l'unico disco che Jourgensen appena ricorda di aver registrato, a causa della sua tossicodipendenza. "Sembrava che io stessi lavorando sul Dealer Standard Time" avrebbe poi confidato.
Il singolo Bad Blood apparve nella colonna sonora di The Matrix (1999), e nel 2000 ebbe anche una nomina ai Grammy Awards. La band realizzò anche la canzone What About Us? per A.I. - Intelligenza artificiale, e nel film ebbero anche un cameo.

### Primi anni 2000
Nel 2001 la Warner Bros. Records editò la raccolta Greatest Fits. Nel triennio 2000-2002 l'etichetta annullò la decisione, della Ipecac Recordings, di cancellare la pubblicazione di Live Psalm 69, Sphinctour e ClittourUS. Sphinctour fu però pubblicato per la Sanctuary Records.
Intorno al 2001 Jourgensen rischiò di perdere un braccio, dopo essere stato morso da un ragno velenoso. Secondo lui, l'idea di non perdere il proprio sostentamento l'avrebbe indotto ad abbandonare la tossicodipendenza e a concentrarsi ancora una volta sulla propria musica. Jourgensen e Barker cominciarono a sviluppare nuove canzoni, e nel 2003 il gruppo pubblicò Animositisomina. Il suono dell'album, pubblicato per la Sanctuary Records, era fortemente carico di influenze metal ed effetti vocali e pareggiava in aggressività Psalm 69. Il brano più abrasivo del disco era "Animosity", ma vi era anche una reinterpretazione pop dei Magazine, "The Light Pours out of Me".
Poco dopo Barker lasciò i Ministry, non soddisfatto delle proprie scelte di vita. Sostenne che suo padre stava morendo mentre il gruppo era in tour estivo in Europa. Nel 2004 disse anche che allora voleva concentrarsi soprattutto sulla sua vita familiare. Jourgensen continuo comunque a suonare con i Ministry, affiancato da Scaccia e da altri sostituti.
Jourgensen pubblicò in quel periodo la canzone "No 'W'", che attacca il presidente George W. Bush; ne esiste anche una versione alternativa, per la raccolta di più autori Rock Against Bush, Vol. 1.
L'album Houses of the Molé (2004) contiene i più espliciti riferimenti politici di Jourgensen. Le canzoni sono ancora a cavallo tra punk, metal ed elettronica ma più aggressive.
Nel 2006 la band ha pubblicato Rio Grande Blood, per l'etichetta di Jourgensen 13th Planet Records. Il disco contiene influenze thrash metal che ricordano gli Slayer, ed è stato paragonato ai loro lavori più di successo. Il singolo "Lieslieslies" è stato di recente nominato ai Grammy Awards, per il premio Best Metal Performance.
Nel 2007 esce l'album The Last Sucker, le cui parti vocali hanno l'apporto di Burton C. Bell, cantante dei Fear Factory; da quest'anno in poi escono anche Rio Grande Dub, The Last Dubber e MiXXXes of the Molé, remake in stile dub dei brani degli ultimi tre album.

### La morte di Paul Raven e il primo scioglimento
Il 20 ottobre 2007 il bassista Paul Raven viene stroncato da un attacco cardiaco. La sua morte porta allo scioglimento del complesso, annunciato da Jourgensen pochi giorni dopo per la fine del tour successivo, che termina il 19 luglio 2008; durante il tour Jourgensen ha ingaggiato Tony Campos. Parte di queste performance sono state pubblicate nell'album live Adios... Puta Madres.

### Ritorno in attività
Nel 2011 Jourgensen annuncia a sorpresa la riformazione dei Ministry, con una line-up in parte nuova, e un nuovo album in fase di registrazione; il disco, intitolato Relapse, viene rilasciato l'anno successivo. L'album possiede sonorità simili a quelle degli ultimi album prima dello scioglimento. Poco dopo la sua pubblicazione, Campos viene sostituito da Casey Orr.

### La morte di Mike Scaccia e il secondo scioglimento
Il 23 dicembre 2012 il chitarrista Mike Scaccia ha un collasso e muore sul palco durante una performance con i Rigor Mortis. Durante un'intervista di marzo 2013, Jourgensen scioglie ufficialmente la band un'altra volta, dichiarando di non potere né volere continuare senza Scaccia. Quello stesso anno viene pubblicato From Beer to Eternity, album di inediti registrato con Scaccia (il bassista Orr non compare in quanto il disco era già stato completato l'anno prima con Campos), che Jourgensen aveva dichiarato essere "l'ultimo album".

### Seconda riformazione
Nel 2014 Jourgensen annuncia il ritorno in attività dei Ministry, che partono per un nuovo tour mondiale. Tuttavia Jourgensen non ritratta la sua dichiarazione su From Beer to Eternity come ultimo album del gruppo, confermando che la band continuerà l'attività dal vivo, ma non registrerà più niente in studio. La nuova formazione comprende alcuni membri dell'ultima del 2013 (John Bechdel, Sin Quirin e Aaron Rossi), più il ritorno del bassista Tony Campos (successivamente riuscito nel maggio 2019) e un nuovo chitarrista, Cesar Soto (ex-Pissing Razors).
Nel maggio 2021 viene annunciato il rientro in formazione di Roy Mayorga (Stone Sour, Hellyeah, Soulfly) per il tour che partirà alla fine dell'anno. Roy era già stato batterista per la band tra il 2016 e il 2017.

## Formazione

### Formazione attuale
- Al Jourgensen – voce (1981-2008, 2011-2013, 2014-presente)
- Monte Pittman – chitarra (2021-presente)
- Billy Morrison - chitarra (2021-presente)
- Paul D'Amour – basso (2019-presente)
- Roy Mayorga - batteria (2021-presente)

### Ex componenti
- Chris Connelly – chitarra (1987-1993)
- Bill Rieflin – batteria, tastiere, chitarra (1986-1995)
- Louis Svitek – chitarra (1992-1999, 2003)
- Rey Washam – batteria (1981-1985, 1995-1999)
- Max Brody – batteria (1999-2006)
- Paul Raven – basso (2005-2007)
- Mike Scaccia – chitarra (1989-1995, 2003-2006, 2011-2012)
- Joey Jordison – batteria (2006-2007)
- Aaron Rossi – batteria (2007-2008, 2011-2016)
- Derek Abrams - batteria (2017-2019)
- Sin Quirin – chitarra (2007-2008, 2011-2013, 2014-2021)
- Tony Campos – basso (2007-2008, 2011-2019)

## Discografia

### Album studio
- 1983 - With Sympathy
- 1986 - Twitch
- 1988 - The Land of Rape and Honey
- 1989 - The Mind Is a Terrible Thing to Taste
- 1992 - Psalm 69 (noto anche come Psalm 69: The Way to Succeed and the Way to Suck Eggs e traslitterato con la parola in greco antico KΕΦΑΛΗΞΘ)
- 1996 - Filth Pig
- 1999 - Dark Side of the Spoon
- 2003 - Animositisomina
- 2004 - Houses of the Molé
- 2006 - Rio Grande Blood
- 2007 - The Last Sucker
- 2012 - Relapse
- 2013 - From Beer to Eternity
- 2018 - AmeriKKKant
- 2021 - Moral Hygiene
- 2024 - Hopiumforthemasses

### Live
- 1990 - In Case You Didn't Feel Like Showing Up
- 2002 - Sphinctour
- 2009 - Adios... Puta Madres

### Raccolte
- 1985 - Twelve Inch Singles
- 2001 - Greatest Fits
- 2004 - Early Trax
- 2004 - Side Trax
- 2005 - Rantology
- 2007 - Rio Grande Dub
- 2008 - Cover Up
- 2009 - The Last Dubber
- 2010 - MiXXXes of the Molé
- 2010 - Undercover

### Singoli
- 1981 - I'm Falling / Cold Life
- 1982 - Work for Love
- 1983 - I Wanted to Tell Her
- 1983 - Revenge (You Did It Again)
- 1984 - All Day
- 1985 - The Nature of Love
- 1985 - Halloween (remix) / Nature of Outtakes
- 1985 - Over the Shoulder
- 1988 - Stigmata
- 1989 - Burning Inside
- 1989 - So What
- 1991 - Jesus Built My Hot Rod
- 1992 - N.W.O.
- 1992 - Just One Fix
- 1995 - The Fall
- 1996 - Lay Lady Lay
- 1996 - Reload
- 1996 - Filth Pig
- 1996 - Brick Windows
- 1999 - Bad Blood
- 1999 - Supermaniac Soul
- 2003 - Animosity
- 2004 - No "W"
- 2006 - The Great Satan Remix
- 2006 - Lieslieslies

## Videografia
- 1990 - In Case You Didn't Feel Like Showing Up
- 1991 - Jesus Built My Hot Rod
- 2000 - Tapes of Wrath
- 2001 - What About Us? - Promo
- 2002 - Sphinctour
- 2004 - No "W"